# Campionati mondiali di tiro a volo 2015
I campionati mondiali di tiro 2015 furono la trentaseiesima edizione dei campionati mondiali di questo sport e si disputarono al  Trap Concaverde di Lonato dal 10 al 17 settembre.

## Risultati

### Uomini

#### Fossa olimpica
| Evento      | Oro                                            | Oro       | Argento                                                   | Argento   | Bronzo                                                   | Bronzo    |
| Evento      | Atleta                                         | Risultato | Atleta                                                    | Risultato | Atleta                                                   | Risultato |
| Individuale | Erik Varga                                     | 12+2      | Giovanni Pellielo                                         | 12+1      | Maxime Mottet                                            | 13        |
| A squadre   | Russia Alexey Alipov Maksim Smykov Denis Zotov | 356       | Italia Massimo Fabbrizi Giovanni Pellielo Valerio Grazini | 354       | San Marino Stefano Selva Gian Marco Berti Manuel Mancini | 352       |

#### Double trap
| Evento      | Oro                                                                | Oro       | Argento                                          | Argento   | Bronzo                                      | Bronzo    |
| Evento      | Atleta                                                             | Risultato | Atleta                                           | Risultato | Atleta                                      | Risultato |
| Individuale | Valeri Mosin                                                       | 29        | Tim Kneale                                       | 26        | Ahmad Alafasi                               | 24        |
| A squadre   | Gran Bretagna Tim Kneale Matthew John Coward-Holley Matthew French | 414       | Russia Vitaly Fokeev Vasily Mosin Artem Nekrasov | 406       | India Asab Mohd Ankur Mittal Sangram Dahiya | 400       |

#### Skeet
| Evento      | Oro                                                 | Oro       | Argento                                              | Argento   | Bronzo                                                      | Bronzo    |
| Evento      | Atleta                                              | Risultato | Atleta                                               | Risultato | Atleta                                                      | Risultato |
| Individuale | Vincent Hancock                                     | 16+8      | Anthony Terras                                       | 16+7      | Gabriele Rossetti                                           | 15        |
| A squadre   | Francia Anthony Terras Eric Delaunay Emmanuel Petit | 364       | Italia Gabriele Rossetti Luigi Lodde Valerio Luchini | 362       | Stati Uniti Vincent Hancock Dustin David Perry Thomas Bayer | 360       |

### Donne

#### Fossa olimpica
| Evento      | Oro                                                    | Oro       | Argento                                                     | Argento   | Bronzo                                              | Bronzo    |
| Evento      | Atleta                                                 | Risultato | Atleta                                                      | Risultato | Atleta                                              | Risultato |
| Individuale | Fátima Gálvez                                          | 11        | Yelena Tkach                                                | 9         | Pak Yong-Hui                                        | 12        |
| A squadre   | Gran Bretagna Charlotte Kerwood Kirsty Barr Abbey Ling | 203       | Finlandia Marika Salmi Noora Antikainen Satu Mäkelä-Nummela | 201       | Russia Yelena Tkach Ekaterina Rabaya Tatiana Barsuk | 200       |

#### Skeet
| Evento      | Oro                                                     | Oro       | Argento                                            | Argento   | Bronzo                               | Bronzo    |
| Evento      | Atleta                                                  | Risultato | Atleta                                             | Risultato | Atleta                               | Risultato |
| Individuale | Morgan Craft                                            | 15        | Caitlin Connor                                     | 13        | Wei Ning                             | 15        |
| A squadre   | Stati Uniti Morgan Craft Caitlin Connor Kimberly Rhodes | 215       | Italia Katiuscia Spada Diana Bacosi Chiara Cainero | 212       | Cina Wei Ning Wei Meng Lin Piao Piao | 209       |

## Risultati juniores

### Uomini

#### Fossa olimpica
| Evento      | Oro                                                  | Oro       | Argento                                           | Argento   | Bronzo                                                                   | Bronzo    |
| Evento      | Atleta                                               | Risultato | Atleta                                            | Risultato | Atleta                                                                   | Risultato |
| Individuale | Filip Praj                                           | 115+13+13 | Luca Miotto                                       | 117+15+12 | Adrian Drobny                                                            | 115+10+12 |
| A squadre   | Russia Maksim Kabatskiy Nikita Bekasov Nikita Egorov |           | Slovacchia Filip Praj Adrian Drobny Michal Slamka |           | Australia Mitchell William Iles-Crevatin Jack Wallace Samuel John Bylsma |           |

#### Doubletrap
| Evento      | Oro                                                         | Oro       | Argento                                                    | Argento   | Bronzo                                    | Bronzo    |
| Evento      | Atleta                                                      | Risultato | Atleta                                                     | Risultato | Atleta                                    | Risultato |
| Individuale | Huang Xiaomin                                               | 136+27+28 | Kirill Fokeev                                              | 133+26+27 | Conner James Gorsuch                      | 133+26+27 |
| A squadre   | Italia Jacopo Dal Moro Ignazio Maria Tronca Lorenzo Ferrari |           | Russia Kirill Fokeev Kamil Khusaenov Viacheslav Yukhimenko |           | Cina Huang Xiaomin Zhao Shiqi Cai Jinzhan |           |

#### Skeet
| Evento      | Oro                                                    | Oro       | Argento                                                 | Argento   | Bronzo                                                             | Bronzo    |
| Evento      | Atleta                                                 | Risultato | Atleta                                                  | Risultato | Atleta                                                             | Risultato |
| Individuale | Valerio Palmucci                                       | 120+14+12 | Phillip Russell Jungman                                 | 119+15+11 | Nicolas Vasiliou                                                   | 120+14+15 |
| A squadre   | Italia Valerio Palmucci Cristian Ciccotti Matteo Chiti |           | Finlandia Eetu Kallioinen Lari Pesonen Timi Vallioniemi |           | Stati Uniti Phillip Russell Jungman Zachary McBee Christin Elliott |           |

### Donne

#### Fossa olimpica
| Evento      | Oro                                                         | Oro       | Argento                                                     | Argento   | Bronzo                                                  | Bronzo    |
| Evento      | Atleta                                                      | Risultato | Atleta                                                      | Risultato | Atleta                                                  | Risultato |
| Individuale | Alessia Iezzi                                               | 69+12+11  | Yulia Tugolukova                                            | 68+12+11  | Ellie Roditis                                           | 67+12+11  |
| A squadre   | Russia Yulia Tugolukova Iuliia Saveleva Ekaterina Subboteva |           | Italia Alessia Iezzi Maria Lucia Palmitessa Fiammetta Rossi |           | Stati Uniti Ellie Roditis Grace Hambuchen Emily Hampson |           |

#### Skeet
| Evento      | Oro                                                             | Oro       | Argento                                                          | Argento   | Bronzo                                                             | Bronzo    |
| Evento      | Atleta                                                          | Risultato | Atleta                                                           | Risultato | Atleta                                                             | Risultato |
| Individuale | Che Yufei                                                       | 68+13+11  | Sidney Carson                                                    | 67+15+11  | Dania Jo Vizzi                                                     | 71+11+14  |
| A squadre   | Stati Uniti Dania Jo Vizzi Katharina Monika Jacob Sidney Carson |           | Russia Alina Fazylzyanova Victoria Ostapets Ekaterina Filimonova |           | Italia Francesca Del Prete Chiara Di Marziantonio Francesca Grieco |           |

## Medagliere
Nazione ospitante
| Posiz. | Nazione        | Oro | Argento | Bronzo | Totale |
| ------ | -------------- | --- | ------- | ------ | ------ |
| 1      | Stati Uniti    | 3   | 1       | 1      | 5      |
| 2      | Russia         | 2   | 2       | 1      | 5      |
| 3      | Gran Bretagna  | 2   | 1       | 0      | 3      |
| 4      | Francia        | 1   | 1       | 0      | 2      |
| 5      | Spagna         | 1   | 0       | 0      | 1      |
| 5      | Slovacchia     | 1   | 0       | 0      | 1      |
| 7      | Italia         | 0   | 4       | 1      | 5      |
| 8      | Finlandia      | 0   | 1       | 0      | 1      |
| 9      | Cina           | 0   | 0       | 2      | 2      |
| 10     | Belgio         | 0   | 0       | 1      | 1      |
| 10     | San Marino     | 0   | 0       | 1      | 2      |
| 10     | Corea del Nord | 0   | 0       | 1      | 1      |
| 10     | India          | 0   | 0       | 1      | 1      |
| 10     | Kuwait         | 0   | 0       | 1      | 1      |

## Medagliere juniores
Nazione ospitante
| Posiz. | Nazione       | Oro | Argento | Bronzo | Totale |
| ------ | ------------- | --- | ------- | ------ | ------ |
| 1      | Italia        | 4   | 2       | 1      | 7      |
| 2      | Russia        | 2   | 4       | 0      | 6      |
| 3      | Cina          | 2   | 0       | 1      | 3      |
| 4      | Stati Uniti   | 1   | 2       | 4      | 7      |
| 5      | Slovacchia    | 1   | 1       | 1      | 3      |
| 6      | Finlandia     | 0   | 1       | 0      | 1      |
| 7      | Australia     | 0   | 0       | 1      | 1      |
| 7      | Gran Bretagna | 0   | 0       | 1      | 1      |
| 7      | Cipro         | 0   | 0       | 1      | 1      |